# Athens (Tennessee)
 Denne artikel omhandler byen Athens (Tennessee). Der er også andre byer med dette navn, se Athens.
Athens er en amerikansk by og administrativt centrum i det amerikanske county McMinn County, i staten Tennessee. I 2010 havde byen et indbyggertal på 13.548.

## Ekstern henvisning
- Athens hjemmeside (engelsk)

35°26′53″N 84°36′7″V / 35.44806°N 84.60194°V